# مايتي ليف تي
مايتي ليف تي Mighty Leaf Tea شركة شاي أمريكية، يقع مقرها في إمرفيل في كاليفورنيا.
أسسها غاري شينر وزوجته جيل بورتمان عام 1996.
تورد الشركة منتجاتها إلى متاجر بيع الجملة والتجزئة، وتتيح أيضاً خيار الشراء على الإنترنت.
اشترتها شركة بيتس كوفي في عام 2014.